# Parti kígyászölyv
A parti kígyászölyv (Circaetus fasciolatus) a vágómadár-alakúak (Accipitriformes) rendjébe, ezen belül a vágómadárfélék családjába és a kígyászölyvformák (Circaetinae) alcsaládjába tartozó faj.

## Rendszerezése
A fajt Johann Jakob Kaup német ornitológus írta le 1850-ben.

## Előfordulása
Afrika keleti és délkeleti részén, a Dél-afrikai Köztársaság, Kenya, Mozambik, Szomália, Tanzánia és Zimbabwe területén honos. Természetes élőhelyei a szubtrópusi és trópusi síkvidéki esőerdők, nagyobb folyók mentén, melyek általában a tengerparttól 20 kilométeren belül találhatóak. Állandó, nem vonuló faj.

## Megjelenése
Testhossza 60 centiméter, szárnyfesztávolság 120-130 centiméter, testtömege 910-960 gramm.

## Életmódja
Kígyókkal és gyíkokkal táplálkozik, de rágcsálókat, kétéltűeket, ízeltlábúakat és madarakat is fogyaszt.

## Szaporodása
A tojásrakása júliustól októberig történik Kelet-Afrikában, szeptember-október között pedig Dél-Afrikában. Fészekalja egy tojásból áll.

## Természetvédelmi helyzete
Az elterjedési területe még elég nagy, de csökken, egyedszáma 670-2000 példány közötti és szintén csökken. A Természetvédelmi Világszövetség Vörös listáján mérsékelten fenyegetett fajként szerepel.